# Jeroen Lumu
Jeroen Lumu (* 27. Mai 1995 in Breda) ist ein niederländischer Fußballspieler.

## Karriere
Jeroen Lumu besuchte die regionale Jugendabteilung von Willem II Tilburg. Er war Teil der Auswahl der niederländischen U-17-Nationalmannschaft. Im Dezember 2011 unterzeichnete Lumu einen Dreijahresvertrag bei Willem II. Ein paar Tage später wurde bekannt, dass er im Januar 2012 mit der ersten Mannschaft zum Trainingslager in die Türkei fahren werde.
Am 16. Januar 2012 debütierte er in der Eerste Divisie, im Auswärtsspiel gegen MVV Maastricht. In der 62. Minute ersetzte er Joonas Kolkka. Lumu war mit einem Alter von 16 Jahren und 234 Tagen der jüngste Willem II-Debütant aller Zeiten. Den bisherigen Rekord hielt Ex-Nationalspieler Wim Hofkens. Er war am 17. November 1974 sechzehn Jahre und 235 Tage alt und damit nur einen Tag älter. Fünf Tage später erzielte er das 1:1 für seinen Klub und wurde somit im Alter von 16 Jahren und 238 Tagen der jüngste Torschütze aller Zeiten des Vereins. Den vorherigen Rekord hielt ebenfalls Wim Hofkens.
Im Januar 2014 wechselte er zum amtierenden bulgarischen Meister Ludogorez Rasgrad.
Im Sommer 2014 kehrte er in die Niederlande zurück, wo er zum SC Heerenveen wechselte. Sein Vertrag wurde jedoch im Oktober 2014 nach nur einem Spiel für Heerenveen aufgelöst.
Im November 2014 wechselte er zum FC Dordrecht. Da Lumu in der Saison 2014/15 bereits für Rasgrad und Heerenveen eingesetzt worden war, war es ihm erst in der Saison 2015/16 erlaubt, für Dordrecht eingesetzt zu werden.
Zur Saison 2016/17 wechselte er nach Österreich zum Bundesligisten SKN St. Pölten, wo er einen bis Juni 2018 gültigen Vertrag erhielt. Zum Jahresende wurde sein Vertrag in St. Pölten aufgelöst.
Im Januar 2017 wechselte er in die Türkei zum Zweitligisten Samsunspor. Bereits zur nächsten Saison zog er zum indischen Klub Delhi Dynamos FC weiter. Danach spielte er in Rumänien, Portugal, Georgien, Malta, Südafrika, auf Zypern und schließlich seit 2022 bei unterklassigen griechischen Vereinen. 